# Pijpersia
Pijpersia es un género de foraminífero bentónico de la familia Glabratellidae, de la superfamilia Glabratelloidea, del suborden Rotaliina y del orden Rotaliida. Su especie tipo es Bonairea coronaeformis. Su rango cronoestratigráfico abarca desde el Luteciense (Eoceno medio) hasta el Priaboniense (Eoceno superior).

## Clasificación
Pijpersia incluye a las siguientes especies:
- Pijpersia ayalai †
- Pijpersia coronaeformis †
- Pijpersia gracilis †
- Pijpersia kalloensis †